# 재스민 툭스
재스민 툭스(Jasmine Tookes, 1991년 2월 1일 ~ )는 미국의 모델이다. 2015년부터 2021년까지 빅토리아 시크릿 엔젤스로 활동하였다.